# Leucoptera nieukerkeni
Leucoptera nieukerkeni là một loài bướm đêm thuộc họ Lyonetiidae. Nó là loài đặc hữu của Hy Lạp.
Ấu trùng ăn Acer monspessulanum. Chúng có thể ăn lá nơi chúng làm tổ.